# Abu Firas al-Suri
Abu Firas al-Suri foi um dos fundadores da primeira facção da Al Qaeda, na Síria, em 1979. Antes disto, ele era militar com a patente de tenente. Abu Firas al-Suri era considerado um dos fundadores da Al Nusra. Foi, até 2016, porta-voz dessa entidade e, no mesmo ano, foi noticiada sua morte.